# ウィリアム・マーゴールド
ウィリアム・マーゴールド（William Margold、1943年10月2日 - 2017年1月17日 ）は、アメリカ合衆国のポルノ俳優、ポルノ映画監督。ワシントンD.C.出身。

## 人物
ビル・マーゴールドとして知られ、表現の自由連合の元理事である。X-Rated Critics Organisation（XRCO）の共同創設者であり、女優のヴァイパーと共にFans of X-Rated Entertainment（FOXE）を創設した。ポルノ俳優の福祉のための慈善団体であるPAW Foundationの創設者であり、AVN殿堂・XRCO殿堂のメンバーでもある。かつて1980年代のポルノ女優ドレアと結婚していた。しばしばニュースやトーク番組のゲストを務め、ポルノ業界引退後の人生を追った2012年のドキュメンタリー『After Porn Ends』など、多数のドキュメンタリーに出演した。ネイサン・ロス・マーゴールドの息子である。

## 論争
1981年1月、マーゴールドはNBCの『Tomorrow Coast-to-Coast with Tom Snyder』初回放送中のインタビューでジャーナリストのロナ・バレットに、自分の娘とセックスシーンを演じることを検討していると語り物議を醸した。マーゴールドは、娘がポルノ業界入りすることを許すか尋ねられ、「彼女が18歳になるまでは許可しない。その後は私も彼女と一緒に仕事をするのかも知れない」と答えた。挑発者であるマーゴールドは、かつてアダルト・ドキュメンタリー映画の『What Would Your Mother Say?』の撮影中に少なくとも1回は同様の発言をした。バレットとの論議をきっかけとして、マーゴールドは発言を謝罪する広告をバラエティ誌に掲載した。業界改革の率直な活動家であるマーゴールドは、トレイシー・ローズ事件を受けて、出演者の法定年齢を18歳から21歳に引き上げるという国家レベルの構想を支持した。

## 出演作品
- ポルノ・スター ロン・ジャーミーの伝説
- オーディション
- SEXホワイトハウス/スペシャル夫人